# スカイクレスト インターナショナルスクール
スカイクレスト インターナショナルスクール（SkyCrest International School）は、東京都大田区田園調布にある、共学のインターナショナルスクールである。

## 概要
2018年（平成30年）に設立されたインターナショナルスクール。
おおよそ、1.5歳からの子供たちが通う英語教育施設である。
スカイクレストオリジナルカリキュラム、Life & Sciences, 探求型学習をベースにのびのびと子供たちが英語にて学習する環境を提供している。
子供たちが学ぶ学習環境には、特に力を入れており、施設内には、緑豊かな広いガーデンが広がり、ヨガやモーニングティーの時間を楽しん